# Odontria striata
Odontria striata är en skalbaggsart som beskrevs av White 1846. Odontria striata ingår i släktet Odontria och familjen Melolonthidae. Inga underarter finns listade i Catalogue of Life.